# Дворянин господарський
Дворяни господарські — дрібні урядники, окрема група служилих людей, які виконували різні доручення воєвод, старост (див. Староство) і великого князя у Великому князівстві Литовському. До їх компетенції, зокрема, належали: проведення дізнання, ревізій державних і великокнязівських маєтностей, збір мита чи інших офіційних зборів, виклик до суду, введення у володіння. Д.г. повідомляли про військову мобілізацію, збір податків і з'їзд на сейм. Д.г. набирали з молодих представників шляхетських (див. Шляхта) незаможних родів. Підпорядковувалися особисто великому князю литовському та його представникам на місцях.